# Danilo Lompar
Danilo Lompar (Cetinje, Crna Gora, 2. siječnja 1978.) crnogorski pjesnik. 
Zastupljen je u izborima poezije na crnogorskom i engleskom jeziku. 
Objavljen mu je CD poezije (prvi takve vrste u Crnoj Gori) Dok sanjah o tebi Ana Marija (Montenegrin Universal Theatre, Podgorica, 2007.).
Sudionik je festivala poezije. Član je Crnogorskog P.E.N. centra, CDNK i Mediteranskog kulturnog centra Crne Gore.

### Djela
- Dukljanski dvori i anđeosko lice bogova (1997.)
- Mistična tišina bitisanja (1998.)
- Tragovi ruža (1999.)
- Svjedočenje noći (2000.)
- Dodir bezmjerja (2001.)
- Umaknuti bezdanu (2003.)
- Biblijska tuga (2004.)
- Tako su mislili pjesnici (2006.)
- Neizlječivost sanjara (2008.)
- Rekvijem za trag (2009.)
- Pjesme bunta (2009.)
- Rituali ljubavi (2011.)
- Pobuna pjesmom – zaziv bistre duše (2011.)
- Plavo bezmjerje pobune (2012.)
- Lavirinti vremena i biblioteke (2012.)
- Sumnjajući (s)tvoriše ljepotu (2015.)
- Proviđenja (2015.)
- Obasjani put (2016.)
- Vanvremeni sjaj (2018.)
- Poezija te ne dâ (2018.)